# Городская трасса Аделаиды
Городска́я тра́сса Аделаи́ды (англ. Adelaide Street Circuit) — гоночная трасса, проложенная по улицам делового центра города Аделаида, (Австралия).
На трассе прошли 11 Гран-при Австралии в классе Формула-1 в 1985—1995 годах, гонки серии ALMS (Американская серия Ле-Ман), местные чемпионаты в классах V8 Supercars и Формуле-3.
Гран-при Австралии неизменно завершали чемпионат мира Формулы-1. Самым известным стал этап 1994 года, когда произошло столкновение между двумя претендентами на титул чемпиона мира Деймоном Хиллом и Михаэлем Шумахером. Шумахер впервые стал чемпионом мира.

## Конфигурации трассы
Трасса в Аделаиде проложена по улицам города. Пит-лейн расположен внутри ипподрома Виктория Парк, сооружения и трибуны являются временными и монтируются во время проведения гонок. Стартовая прямая выходит на поворот Senna Chicane, затем следуют 3 поворота практически под прямым углом. После идёт небольшая прямая с изломом и ещё один практически 90-градусный поворот между Hutt Street и Rundle Road. Затем начинается скоростная часть трассы — Rundle Road через скоростной поворот Malthouse переходит в прямую Brabham Straight, которая упирается в шпильку Daquetteville, и трасса возвращается в Виктория Парк.
Трасса является более широкой и скоростной, чем городская трасса в Монако, но при этом очень требовательной к навыкам гонщиков и коробкам передач.
| Версия | Длина (м) | Гран-при       | Рекорд круга в квалификации                |
| Версия | Длина (м) | Гран-при       | Рекорд круга в гонке                       |
| ------ | --------- | -------------- | ------------------------------------------ |
| 1985   | 3 780     | 11 (1985—1995) | 1:13,371/185,468 км/ч (1993, Айртон Сенна) |
| 1985   | 3 780     | 11 (1985—1995) | 1:15,381/180,522 км/ч (1993, Деймон Хилл)  |

## Гран-при Австралии на трассе Аделаида

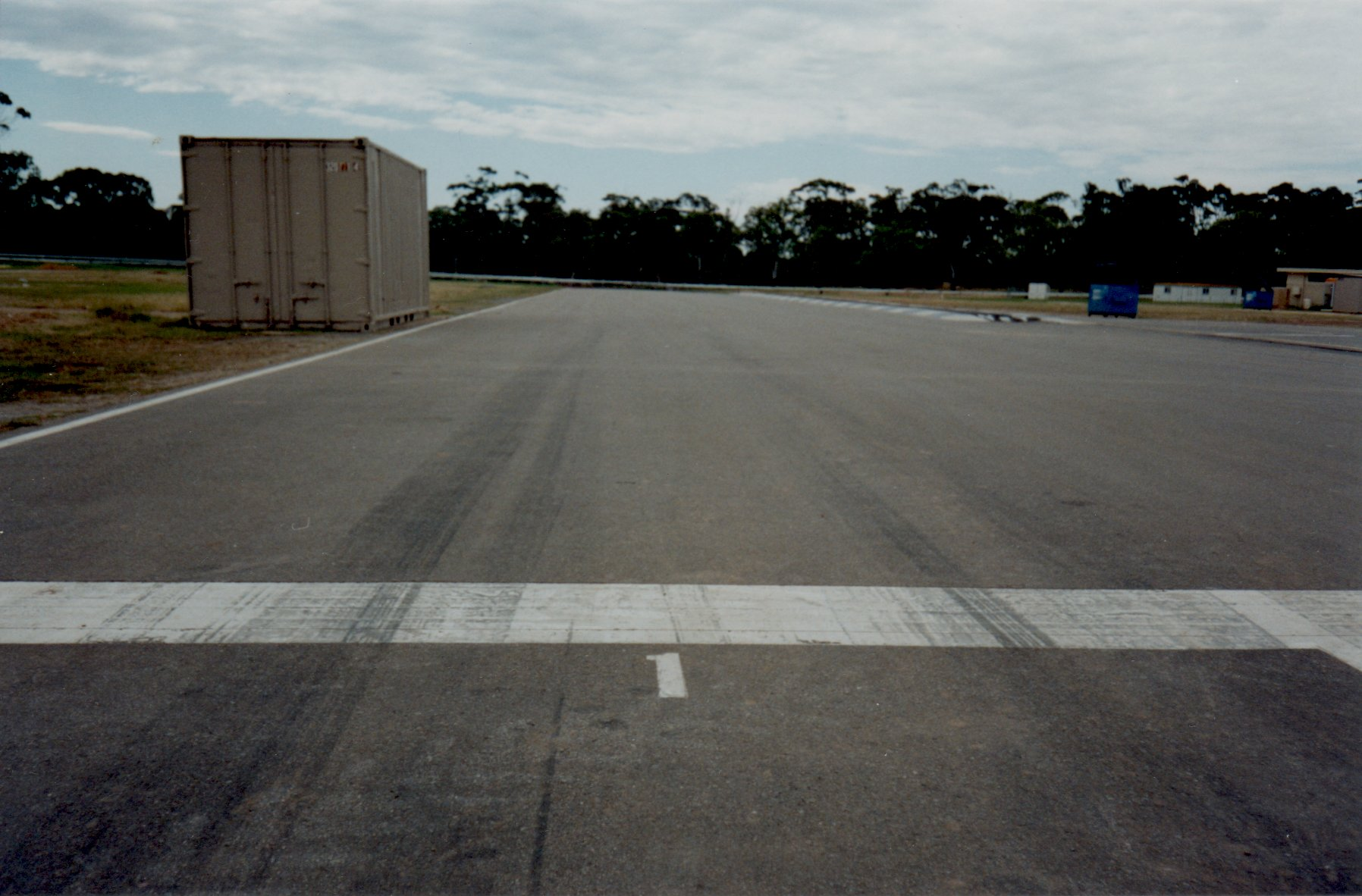
Прямая старт-финиш

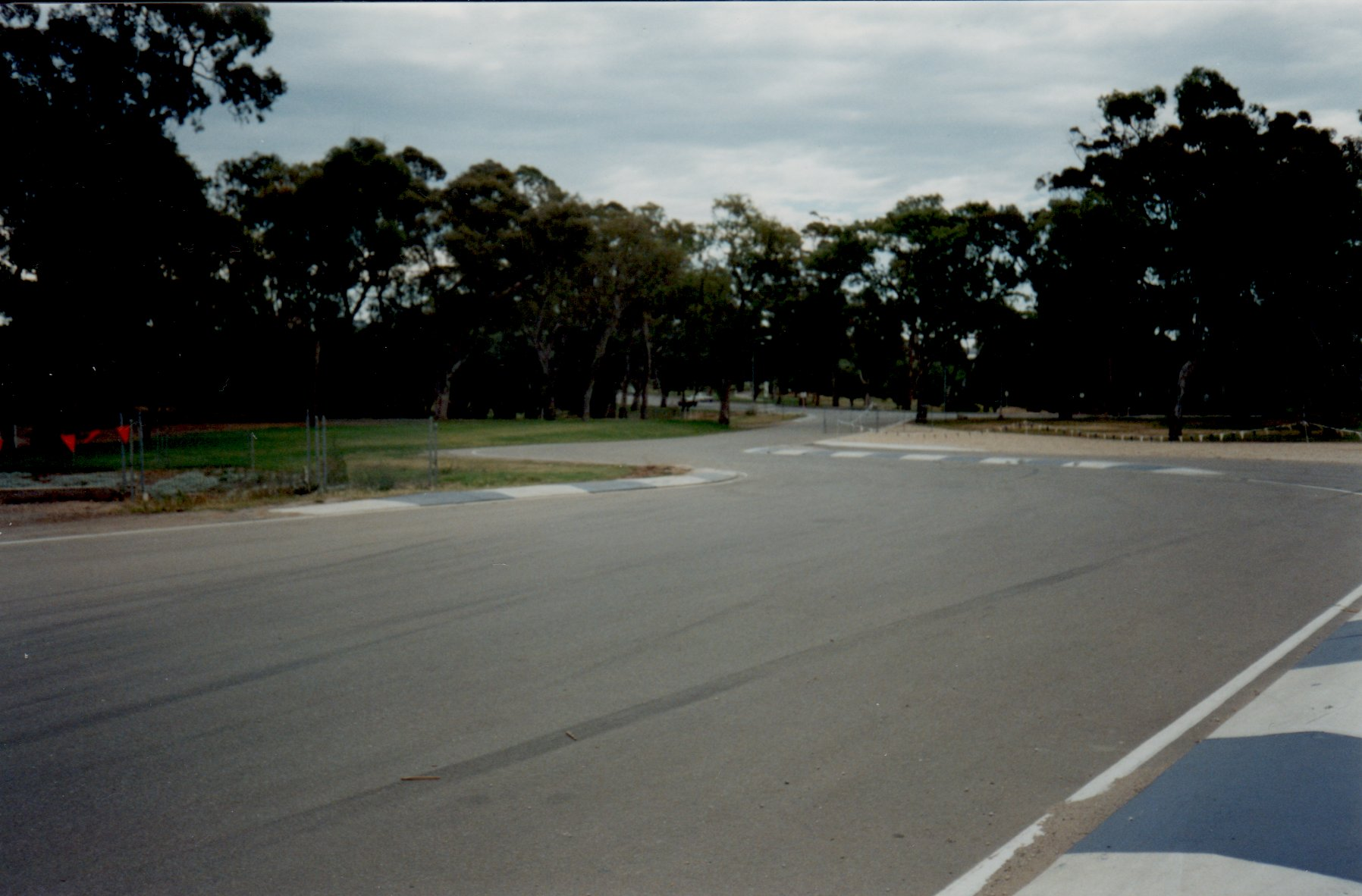
Поворот Senna Chicane

| Сезон | #  | Пилот           | Команда          | Отчёт |
| ----- | -- | --------------- | ---------------- | ----- |
| 1985  | 1  | Кеке Росберг    | Williams-Honda   | Отчёт |
| 1986  | 2  | Ален Прост      | McLaren-TAG      | Отчёт |
| 1987  | 3  | Герхард Бергер  | Ferrari          | Отчёт |
| 1988  | 4  | Ален Прост      | McLaren-Honda    | Отчёт |
| 1989  | 5  | Тьерри Бутсен   | Williams-Renault | Отчёт |
| 1990  | 6  | Нельсон Пике    | Benetton-Ford    | Отчёт |
| 1991  | 7  | Айртон Сенна    | McLaren-Honda    | Отчёт |
| 1992  | 8  | Герхард Бергер  | McLaren-Honda    | Отчёт |
| 1993  | 9  | Айртон Сенна    | McLaren-Ford     | Отчёт |
| 1994  | 10 | Найджел Мэнселл | Williams-Renault | Отчёт |
| 1995  | 11 | Деймон Хилл     | Williams-Renault | Отчёт |